# Himatangi
La ville d'Himatangi est une petite localité de la région de Manawatu-Wanganui dans l'île du Nord de la Nouvelle-Zélande.

## Situation
Elle est localisée à la jonction de la route State Highway 1/S H 1 et de la route State Highway 56/ SH 56 (en), à 25 kilomètres à l’ouest de la ville de Palmerston North, et à 7 kilomètres à l’est du village côtier de Himatangi Beach.

## Chemin de fer
Himatangi était autrefois le point de jonction entre la ligne de chemin de fer de Foxton (en) du Département des chemins de fer de Nouvelle-Zélande (en) et le tramway de Sanson (en) propriété du Manawatu County Council.
Les deux lignes sont maintenant fermées : le tramway a cessé d'être utilisé en 1945, suivie par le chemin de fer en 1959.

## Installations
La région compte deux maraes :
- Le marae Motuiti avec sa maison de réunion Rakau ou Paewai, qui est affiliée avec les Rangitāne (en), hapū des Ngāti Mairehau (en) et les Ngāti Raukawa (en) de l'hapū des Ngāti Rākau (en).
- Le marae Paranui et sa maison de réunion Turanga (en), qui est affiliée avec les Ngāti Raukawa (en) de l'hapū des Ngāti Te Au (en) et des Ngāti Tūranga (en) [1] , [2].